# 노 선공

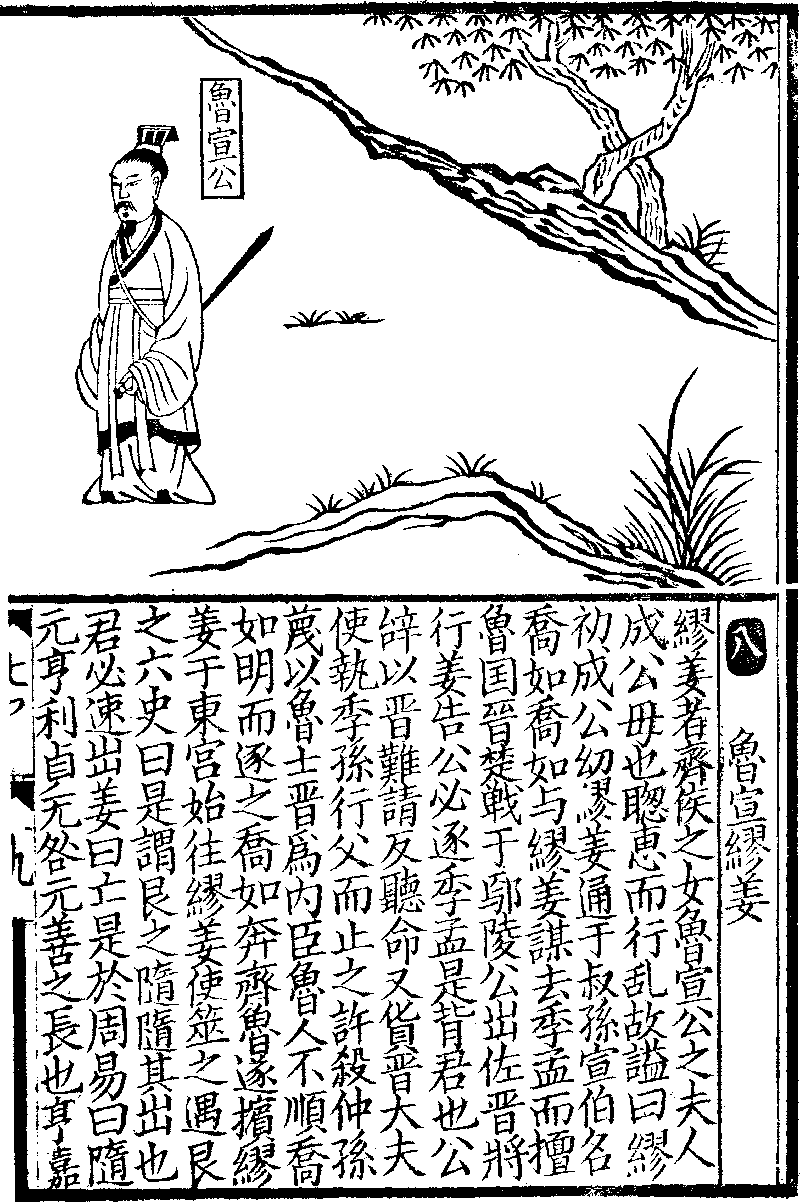
노 선공

노 선공(魯宣公, ? ~ 기원전 591년, 재위 기원전 608년 ~ 기원전 591년)은 중국 노나라의 제22대 임금이다. 이름은 퇴(俀) 혹은 왜(倭)다.

## 사적
아버지 생전, 어머니 경영과 공자 퇴(후의 노 선공)는 사사로이 동문양중을 섬겼고, 기원전 609년, 아버지가 죽자 동문양중은 숙손득신과 손잡고 이웃 제나라의 임금 제 혜공의 허락을 받아 아버지의 뒤를 이은 자악을 죽이고 공자 퇴를 옹립했다. 서자인 선공이 적자인 자악을 죽이고 임금이 된 이 사건을 계기로, 노나라 공실은 쇠퇴해지고, 선공의 고조부 환공의 아들에서 갈려나온 삼환이 강성해졌다.
선공 18년(기원전 591년), 재위 18년 만에 죽어, 아들 흑굉(黑肱)이 뒤를 이었다.

## 가정
- 노 문공 (아버지)
- 경영 (생모, 제2비)
  - 노 선공
- 애강 (정비)
  - 자악
  - 공자 시